# Highwater Books
Highwater Books est une maison d'édition de bande dessinée américaine fondée en 1997 par Tom Devlin à Somerville et disparue en 2004. Elle a publié de nombreux auteurs de la scène locale des mini-comics et de la bande dessinée alternative, tels James Kochalka, Matt Madden ou John Porcellino.

## Documentation
- (en) Michael Dean, « Shrinking Alternatives: Is It Just Jeff Mason's Company or Is the Alternative Comic Book Format in Trouble? », dans The Comics Journal no 263, octobre 2004.